# متیل‌رنیوم تری‌اکسید
متیل‌رنیوم تری‌اکسید (به انگلیسی: Methylrhenium trioxide) با فرمول شیمیایی CH۳ReO۳ یک ترکیب شیمیایی است؛ که جرم مولی آن ۲۴۹٫۲۴ g/mol می‌باشد. شکل ظاهری این ترکیب، پودر سفید است.